# (960) Birgit
(960) Birgit – planetoida z grupy pasa głównego asteroid.

## Odkrycie
Została odkryta 1 października 1921 roku w Landessternwarte Heidelberg-Königstuhl w Heidelbergu przez Karla Reinmutha. Nazwa pochodzi od imienia córki szwedzkiego astronoma, Brora Ansgara Asplinda. Przed jej nadaniem planetoida nosiła oznaczenie tymczasowe (960) 1921 KH.

## Orbita
(960) Birgit okrąża Słońce w ciągu 3 lat i 136 dni w średniej odległości 2,25 au. Należy do rodziny planetoidy Flora nazywanej też czasem rodziną Ariadne.